# Stabilisateur (canon)
 (juin 2022).
La mise en forme du texte ne suit pas les recommandations de Wikipédia : il faut le « wikifier ».
Les points d'amélioration suivants sont les cas les plus fréquents. Le détail des points à revoir est peut-être précisé sur la page de discussion.
- Les titres sont pré-formatés par le logiciel. Ils ne sont ni en capitales, ni en gras.
- Le texte ne doit pas être écrit en capitales (les noms de famille non plus), ni en gras, ni en italique, ni en « petit »…
- Le gras n'est utilisé que pour surligner le titre de l'article dans l'introduction, une seule fois.
- L'italique est rarement utilisé : mots en langue étrangère, titres d'œuvres, noms de bateaux, etc.
- Les citations ne sont pas en italique mais en corps de texte normal. Elles sont entourées par des guillemets français : « et ».
- Les listes à puces sont à éviter, des paragraphes rédigés étant largement préférés. Les tableaux sont à réserver à la présentation de données structurées (résultats, etc.).
- Les appels de note de bas de page (petits chiffres en exposant, introduits par l'outil «  Source ») sont à placer entre la fin de phrase et le point final[comme ça].
- Les liens internes (vers d'autres articles de Wikipédia) sont à choisir avec parcimonie. Créez des liens vers des articles approfondissant le sujet. Les termes génériques sans rapport avec le sujet sont à éviter, ainsi que les répétitions de liens vers un même terme.
- Les liens externes sont à placer uniquement dans une section « Liens externes », à la fin de l'article. Ces liens sont à choisir avec parcimonie suivant les règles définies. Si un lien sert de source à l'article, son insertion dans le texte est à faire par les notes de bas de page.
- La présentation des références doit suivre les conventions bibliographiques. Il est recommandé d'utiliser les modèles {{Ouvrage}}, {{Chapitre}}, {{Article}}, {{Lien web}} et/ou {{Bibliographie}}. Le mode d'édition visuel peut mettre en forme automatiquement les références.
- Insérer une infobox (cadre d'informations à droite) n'est pas obligatoire pour parachever la mise en page.

Pour une aide détaillée, merci de consulter Aide:Wikification.
Si vous pensez que ces points ont été résolus, vous pouvez retirer ce bandeau et améliorer la mise en forme d'un autre article.
Pour les articles homonymes, voir Stabilisateur.
Un stabilisateur de canon, ou gyrostabilisateur de canon, est un dispositif qui facilite la visée d'une pièce d'artillerie en compensant pour le mouvement de la plate-forme sur laquelle elle est montée - en matière navale on parlera de système de conduite de tir des canons de navires.
Les systèmes de visée en mouvement pour des véhicules terrestres ont tendance à nécessiter une stabilisation plus spécialisée. Les premières itérations des stabilisateurs se développent dans un premier temps pour les chars d'assaut de la Seconde Guerre mondiale qui ont eu recours à la stabilisation, et elle devient pratiquement systématique sur les chars de combat principaux durant la guerre froide.

## Histoire
Les premiers chars d'assaut développés n'étaient dotés d'aucun système de stabilisation du canon : l'équipage du blindé devait ajuster verticalement et horizontalement le canon constamment pour garder la cible dans la ligne de mire. À titre d'exemple, le tireur du Matilda II élevait et abaissait le canon à la main, et était équipé d'une épaulière sur laquelle il pouvait reposer le canon afin de l'adapter aux déplacements du char, debout au centre de l'appareil.
Cette difficulté rendait le tir en mouvement difficile : le ou les canons du char oscillait et vibrait en fonction des mouvements du char et des inégalités du terrain. Un tank en mouvement était donc souvent incapable de riposter efficacement avant les plusieurs secondes nécessaires à l'arrêt et à la cessation de l'oscillation avant-arrière, permettant de stabiliser le canon.
La plupart des chars de combat américains furent équipés d'un stabilisateur vertical à partir du char léger M3A1 et du char moyen M3 en novembre 1941. Excepté les chars M4 Sherman équipés de canons de 105 mm, à compter de 1944 l'ensemble des chars américains étaient dotés du système. 
Côté soviétique des études furent initiées pour stabiliser les canons dès 1938,, puis abandonnés. Le système fut découvert sur les chars américains livrés pendant la guerre, et le premier char soviétique à en être doté fut le T-54 d'après-guerre. 
Les chars américains, équipés d'un système de stabilisation vertical du canon sur un seul plan se sont avérés plus efficaces pour engager des cibles tout en se déplaçant à une vitesse pouvant aller jusqu'à 16 km/h. Cependant, son usage durant la guerre fut limité : les forces britanniques ne l'utilisaient pas, même sur les véhicules objet du prêt-bail américain ; du côté des forces américaines, au fur et à mesure que le conflit progressait, les équipages étaient de moins en moins entraînés et ne savaient pas comment l'utiliser efficacement. Les troupes américaines avaient toujours pour habitude de tirer à l'arrêt - bien que les usages différaient grandement d'un équipage à l'autre. Le manque d'entretien réduisait également son utilisation.

## Fonctionnement
Il existe de nombreuses formes de stabilisation : le stabilisateur sur un seul plan se contente d'ajuster la hauteur du canon, pour le maintenir sur une cible malgré les oscillations verticales de la machine (en orientant le canon vers le bas lorsque le char penche vers l'arrière, et vice-versa). Le stabilisateur sur deux plans, plus perfectionné, ajuste l'orientation du canon tant sur l'axe vertical qu'horizontal.
Le mécanisme comprend généralement un capteur de position angulaire tel qu'un gyroscope (mécanique ou optique) et des servomécanismes - dans le cas d'un char moderne, l'orientation de la tourelle et l’élévation du canon sont gérés par deux servomécanismes différents. Les premiers systèmes de stabilisation, utilisés pendant la Seconde Guerre mondiale et ne concernant que l'élévation du canon via un gyroscope , agissaient directement sur le canon. La visée se fait alors par le biais d'un mécanisme de commande plutôt que directement sur le canon. Les mécanismes les plus perfectionnés remplissent  généralement d'autres fonctions, pouvant notamment appliquer au canon une surélévation, et choisir quel décalage de visée adopter par rapport à la cible en fonction de sa vélocité. Ils sont alors qualifiés de systèmes de contrôle de tir - certains canons sont entièrement automatiques.
La stabilisation de la tourelle est permise par les stabilisateurs sur deux plans : avec le canon et la tourelle stabilisés, le canon reste pointé là où le viseur a été défini par le tireur, quels que soient les mouvements du char, à moins que les limites d'élévation ou de dépression ne soient dépassées. Là où le système uniquement vertical agit uniquement sur l’élévation du canon, ce type de gyro-stabilisateurs contrôle également le mouvement de la tourelle, permettant de la faire tourner afin de la garder pointée vers un point particulier, malgré les rotations du corps du char.
Originellement mécaniques, ces systèmes sont désormais électriques, et contrôlent des moteurs électriques ou hydrauliques en fonction des données produites par un ou plusieurs gyroscopes. Les stabilisateurs les plus modernes, équipés sur le char américain M60A1 au début des années 1970, permettent désormais au char en mouvement d'avoir une précision en mouvement pratiquement égale à celle d'un char à l'arrêt.
Un système alternatif a également été développé : au lieu de stabiliser le canon, le viseur du canon est verrouillé sur une cible précise, et le char fait feu lorsque la cible définie correspond à la ligne de mire du canon. L'objectif est de permettre au canon de se lever et de s'abaisser indépendamment de la cible verrouillée, afin de permettre de positionner la culasse dans la position requise par un système de chargeur automatique avant de le réaligner sur l'objectif.
La stabilisation du canon s'accompagne généralement d'autres équipements. Il s'agit notamment de télémètres - d'abord optiques, puis, à compter des années 1970, laser -, couplés à des ordinateurs pour déterminer la distance de la cible et ajuster la visée. Les logiciels de tir permettent également de mesurer, à partir de la distance de la cible et de la vitesse de rotation de la tourelle, comment la visée devait être ajustée pour compenser le déplacement de la cible.
Les ordinateurs les plus modernes incluent désormais un nombre très important de paramètres dans les calculs de tir : l'usure du fût du canon en fonction du nombre de projectiles tirés ; la vitesse et la direction du vent, grâce à des capteurs extérieurs ; la température des munitions dans le compartiment de stockage ; le décalage du canon grâce à un système de référence situé près de la bouche.
Ces améliorations permettent aux chars d'assaut modernes de toucher une cible située à plus de 2 000 m, se déplaçant à près de 50 km/h, tout en étant eux-mêmes en mouvement à des vitesses similaires, avec une précision similaire à celle d'un char immobile.